# Los pintores del Prado
Los pintores del Prado fue una serie de televisión de España, emitida por La 2 de TVE en 1974. La serie contó con directores de prestigio como Antonio Drove, Jaime Chávarri o Josefina Molina.

## Sinopsis
En episodios autoconclusivos, la serie mezclaba los géneros de ficción y documental, para mostrar al telespectador las obras maestras de la pintura expuestas en el Museo del Prado de Madrid, intercaladas con recreacciones de los personajes que aparecen en el cuadro, interpretadas por actores.

## Listado de episodios
- Rafael, retrato de un cardenal (Dir.: Ramón Gómez Redondo) - 17 de abril de 1974
  - Enrique San Francisco
  - Francisco Pierrá
- Velázquez: La nobleza de la pintura (Dir.: Antonio Drove) -  24 de abril de 1974  
  - Luis Escobar
  - William Layton
  - Emiliano Redondo
  - José Vivó
- Durero: La búsqueda de la identidad (Dir.: Josefina Molina) -  1 de mayo de 1974  
  - Antonio Canal
  - William Layton
  - Julieta Serrano
- El Greco: La tormenta -  8 de mayo de 1974  
  - Anastasio de la Fuente
  - Julio Morales
  - Jesús Sastre
  - Juan Ramón Torremocha
- Zurbarán: La humilde luz del sueño (Dir.: Francisco Regueiro) - (22 de mayo de 1974)
- Tiziano: La soledad -  29 de mayo de 1974 
  - Mercedes Borqué
  - Marisa Paredes
  - George Rigaud
- Ribera: El explorador de las tinieblas -  5 de junio de 1974  
  - Fernando Baeza
  - Jesús Sastre
  - Marina Valverde
- Murillo: La Virgen Niña - (Dir.: Francisco Regueiro) 12 de junio de 1974  
  - Armando Calvo
  - Inma de Santis
  - Montserrat Julió
  - Fernando Sánchez Polack
  - Carmen Martínez Sierra
  - Guillermo Montesinos
  - Luis Barbero
- Rubens: La osadía de vivir (Dir.: Jaime Chávarri) -  26 de junio de 1974  
  - Paloma Aristegui
  - Luis Ciges
  - Francisco Guijar
  - Alfredo Mayo
- Fra Angélico: La gracia -  3 de julio de 1974  
  - Chiro Bermejo
  - Luis Ciges
  - Vicente Cuesta
  - Francisco Vidal
- Goya: La impaciencia - (Dir.: José Antonio Páramo) 10 de julio de 1974  
  - Sonsoles Benedicto
  - Enrique Cerro
  - Gabriel Llopart
  - Raúl Sender
- Teniers: Un día en el campo -  31 de julio de 1974  
  - Luis Ciges
  - Ramón Corroto